# Ford Racing 3
Ford Racing 3 è un videogioco pubblicato nel 2004 per PC, PlayStation 2, Xbox, Game Boy Advance e Nintendo DS. È il successore di Ford Racing e Ford Racing 2.
Nel gioco sono presenti 55 vetture Ford e 26 diversi tracciati.